# 格伦维尤 (肯塔基州)
格伦维尤（英語：Glenview），是美国肯塔基州的一座城市。面积约为3.6平方公里（1.4平方英里）。根据2010年美国人口普查，该市的人口为531人。